# Croatia Open Umag 2017
Croatia Open Umag 2017 — тенісний турнір, що проходив на ґрунтових кортах у місті Умаг, Хорватія з 17 липня. Належав до категорії ATP World Tour 250, був турніром серії Відкритий чемпіонат Хорватії з тенісу 2017 року.

## Фінальна частина

### Одиночний розряд
Андрій Рубльов —  Паоло Лоренці 6–4, 6–2

### Парний розряд
Гільєрмо Дюран /  Андрес Мольтені —  Марін Драганя /  Томіслав Драганя 6–3, 6–7(4–7), [10–6]